# 1966 en Inde
Chronologie de l'Inde
- 1962
- 1963
- 1964
- 1965
- 1966
- 1967
- 1968
- 1969
- 1970

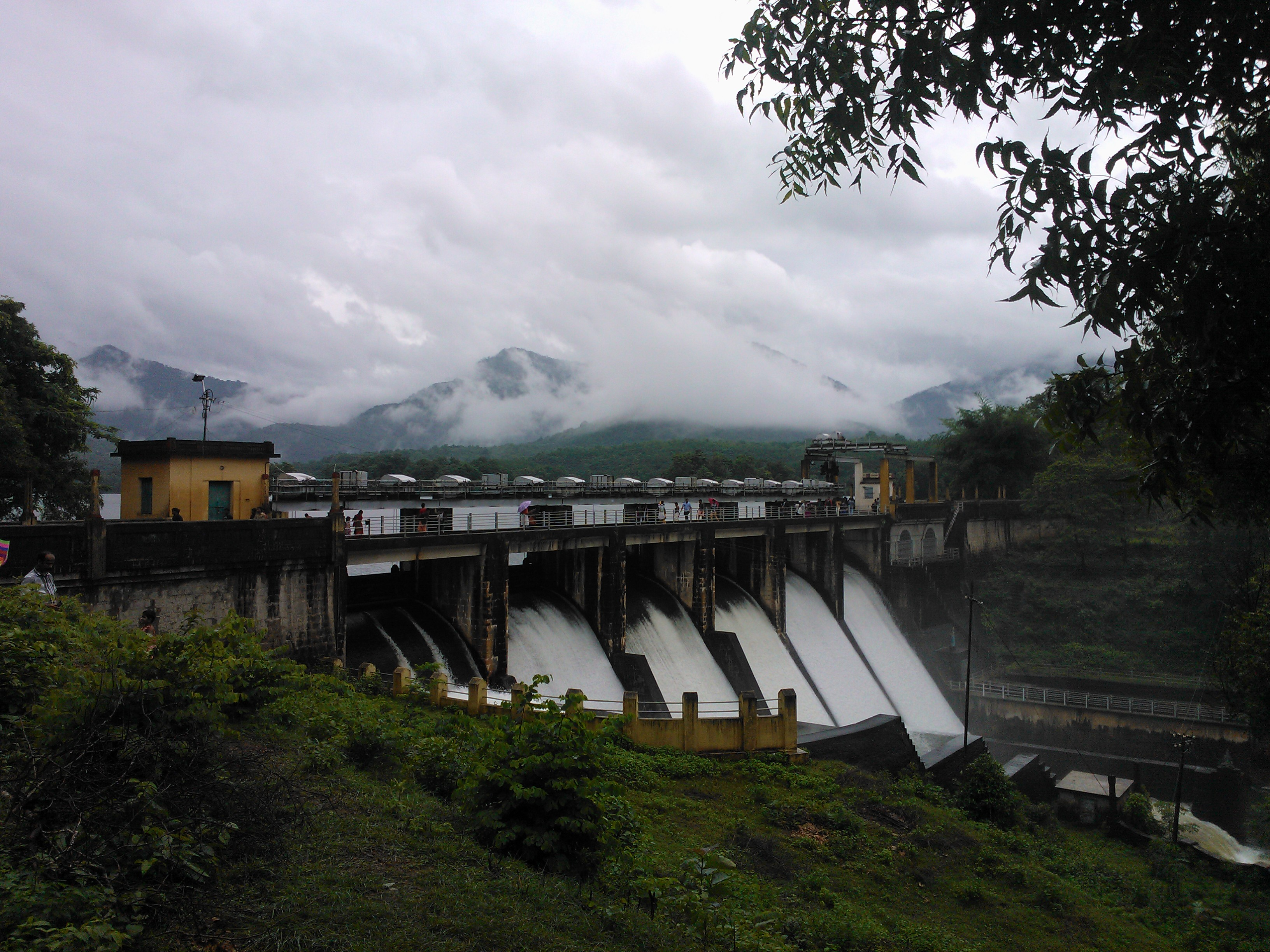
Inauguration du barrage de Mangalam sur la rivière Cherukunnapuzha.

Cette page concerne les évènements survenus en 1966 en Inde  :

## Évènement
- Début de la saison cyclonique dans le nord de l'océan Indien (en).
- Agitation contre l'abattage des vaches (en)
- 10 janvier : Déclaration de Tachkent, traité de paix entre l'Inde et le Pakistan.
- 26 février : Soulèvement du Front national Mizo (en)
- 10 août : Dix-huitième amendement de la Constitution de l'Inde (en)
- 21 novembre : Commission Kapur (en), relative à l'assassinat de Mohandas Karamchand Gandhi
- 22 novembre : Dix-neuvième amendement de la Constitution de l'Inde (en)
- 3 décembre : Vingtième amendement de la Constitution de l'Inde (en)

## Cinéma
- 13e cérémonie des Filmfare Awards
- 13e cérémonie des National Film Awards (en)
- Les films Phool Aur Patthar (en), Suraj (en), Mera Saaya (en), Teesri Manzil (en) et Love in Tokyo (en) se classent aux premières places du box-office indien pour 1966.

Autre sorties de film
- Aaye Din Bahar Ke (en)
- Do Badan (en)
- Dus Lakh (en)
- Le Héros
- Pyar Kiye Jaa (en)
- Sawan Ki Ghata (en)

## Littérature
- Amma Vandhaal (en), roman de Thi. Janakiraman (en)
- Juloos (en), roman de Phanishwar Nath
- Verukal (en), roman de Malayattoor Ramakrishnan (en)

## Sport
- 5-13 août : Participation de l'Inde aux Jeux du Commonwealth (en) à Kingston (Jamaïque).
- 9-20 décembre : Participation de l'Inde aux Jeux asiatiques (en) à Bangkok.

## Création
- 54e division d'infanterie (en)
- État de Haryana
- Haute Cour de Delhi
- Indian Forest Service
- Ligne ferroviaire Kothavalasa–Kirandul (en)
- Reliance Commercial Corporation
- Sanctuaire de Tal Chhapar
- Shiv Sena, parti politique.

## Dissolution
- Commission Kothari (en)
- Pendjab occidental (en)
- Shabkhoon (en), magazine littéraire.

## Naissance
- K. V. Anand (en), réalisateur.
- Firdous Bamji (en), acteur.
- Priya Dutt, personnalité politique.
- Galla Jayadev (en), personnalité politique.
- Raj Kamal Jha (en), romancier.
- Faisal Khan (en), acteur.
- Anjani Kumar (en), policier.
- Sunil Kumar Mahato (en), personnalité politique.
- Dayanidhi Maran (en), personnalité politique.
- Sachin Puthran (en), entrepreneur.
- Kesineni Srinivas (en), personnalité politique.
- Vikram, acteur, réalisateur.
- Sonam Wangchuk, ingénieur.

## Décès
- Homi Jehangir Bhabha, physicien du nucléaire.
- Vinayak Damodar Savarkar, personnalité politique.
- Lal Bahadur Shastri, Premier-ministre.
- Devarakonda Balagangadhara Tilak (en), poète et romancier.